# Талды (приток Шерубайнуры)

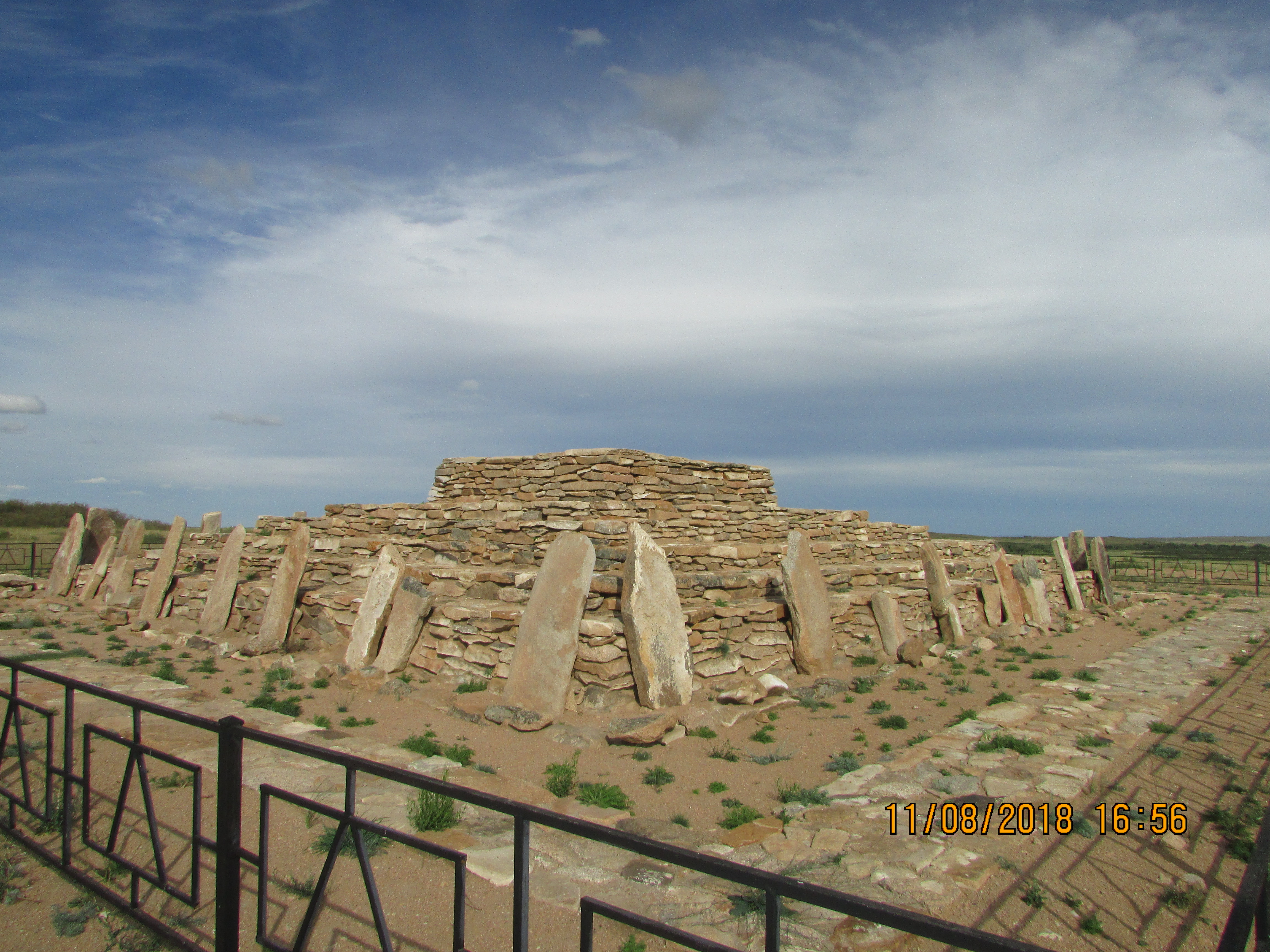
Могильник Каражартас. Бронзового века в Шетском районе XV век д.н.э

Талды (каз. Талды) — река в Шетском районе Карагандинской области, Казахстан. Правый приток Шерубайнуры. Исток реки родники на северо-западных склонах горы Карагаш, устье возле села Шопа.
Населенные пункты на берегу реки от истока к устью: Кызылтау, Акбауыр, Жанажурт, Талды, Аккияк, Кошкарбай, Шопа.
Притоки Аксу, Байкаска, Алабуга, Каражартас. Питание подземными водами и атмосферными осадками. Среднегодовой водоток — 1 м³/с.
На берегу реки расположен памятник бронзовой эпохи могильник Каражартас

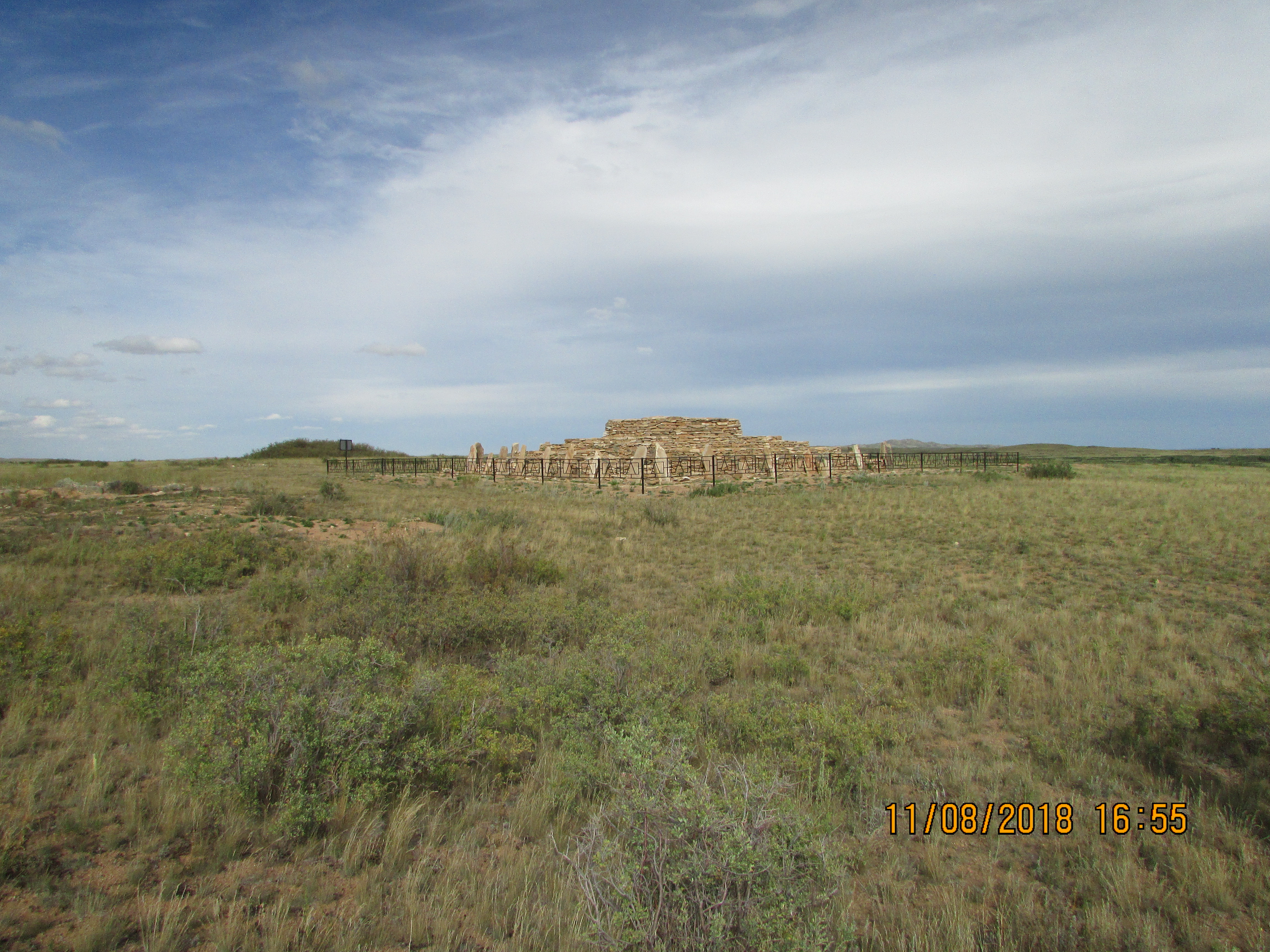
Могильник Каражартас с далека. Бронзового века в Шетском районе XV век д.н.э